# Mas (Bali)
Mas is een bestuurslaag in het regentschap Gianyar van de provincie Bali, Indonesië. Mas telt 13.120 inwoners (volkstelling 2010).
De plaats ligt zo'n zes kilometer ten zuiden van het kunstenaarsdorp Ubud. Mas is vooral bekend om zijn houtsnijwerk en maskermakers. In het dorp werd in 1966 de 'Mask Carvert Art Gallery' opgericht door de priester en kunstenaar Ida Bagus Sutarja (25 november 1934 – 2 januari 2002), die in Mas geboren is, en zijn vrouw Ida Ayu Madri. Hun twaalf kinderen werden allen artiest. In het dorp bevinden zich ook de Nyana & Tilem Gallery en de Adil Gallery.